# Betafiet
Het mineraal betafiet is een calcium-uranium-titanium-niobium-tantalium-oxide met de chemische formule (Ca,U)2(Ti,Nb,Ta)2O6(OH).

## Eigenschappen
Het doorschijnend tot opake gele, bruine of zwarte betafiet heeft een glas- tot vetglans, een geelwitte streepkleur en het mineraal kent geen splijting. Het kristalstelsel is kubisch. Betafiet heeft een gemiddelde dichtheid van 4,3, de hardheid is 5 tot 5,5 en het mineraal is zeer sterk radioactief. De gamma ray waarde volgens het API is 1.310.418,25.

## Naamgeving
Het mineraal betafiet is genoemd naar de plaats waar het voor het eerst beschreven werd, Betafo in de republiek Madagaskar.

## Voorkomen
Betafiet wordt typisch gevormd in granitische pegmatieten, soms in carbonatieten. De typelocatie is Betafo, Madagaskar. Het mineraal komt ook voor in Bancroft, Ontario, Canada.